# Antti Loikkanen
Antti Loikkanen (Antti Olavi Loikkanen; * 15. April 1955 in Enonkoski) ist ein ehemaliger finnischer Mittel- und Langstreckenläufer.
Bei den Olympischen Spielen 1976 in Montreal schied er über 1500 Meter im Vorlauf aus.
1978 siegte er über dieselbe Distanz bei den Halleneuropameisterschaften in Mailand und wurde Fünfter bei den Europameisterschaften in Prag. Ebenfalls über 1500 Meter wurde er bei den Halleneuropameisterschaften 1979 in Wien Vierter, erreichte bei den Olympischen Spielen 1980 in Moskau das Halbfinale und gewann jeweils Bronze bei den  Halleneuropameisterschaften 1982 in Mailand und 1983 in Budapest.
Bei den Weltmeisterschaften 1983 in Helsinki kam er über 1500 Meter nicht über die Vorrunde hinaus. 1984 folgte einem vierten Platz über 1500 Meter bei den Halleneuropameisterschaften in Göteborg ein Doppelstart bei den Olympischen Spielen in Los Angeles: Über 5000 Meter erreichte er das Halbfinale, über 1500 Meter schied er im Vorlauf aus.
1985 wurde er über 1500 Meter Sechster bei den Halleneuropameisterschaften in Piräus.
1979 wurde er finnischer Meister über 800 Meter, 1980 über 1500 Meter. In der Halle holte er 1981 den nationalen Titel über 800 Meter und 1978 sowie 1985 über 1500 Meter.

## Persönliche Bestzeiten
- 800 m: 1:47,1 min, 12. Juni 1979, Imatra
  - Halle: 1:51,1 min, 7. Februar 1982, Vierumäki
- 1000 m: 2:18,5 min, 1. August 1978, Jyväskylä
- 1500 m: 3:36,3 min, 16. Juni 1980, Imatra
  - Halle: 3:38,16 min, 12. März 1978, Mailand
- 1 Meile: 3:56,18 min, 3. Juli 1978, Stockholm
  - Halle: 3:58,20 min, 20. Januar 1979, Los Angeles
- 3000 m: 7:46,67 min, 21. Juni 1982, Tampere
- 5000 m: 13:27,76 min, 28. Juni 1984, Oslo